# Festival Nacional de Teatro
O Festival Nacional de Teatro (FENTEPP) é um festival de teatro realizado anualmente no mês de agosto no município brasileiro de Presidente Prudente, estado de São Paulo. É realizado em parceria pela Secretaria Municipal de Cultura e Turismo, SESC SP e Secretaria de Estado da Cultura, reunindo grupos teatrais de várias cidades do país.
A primeira edição do FENTEPP foi realizada em 1985, com o objetivo de suprir a demanda da produção estadual. Sofreu algumas interrupções por alguns governos, por falta de motivação, mas voltou em cena com a ajuda daqueles que acreditaram no projeto idealizado e hoje se tornou um dos mais importantes festivais de teatro nacional.
Seu crescimento foi contínuo e baseado em ser um Festival que promove um panorama do teatro nacional, cujo diferencial é a busca na qualidade e na diversidade, que o tem mantido sólido.
Ao longo de suas edições foi se transformando e hoje possui também a Mostra de Espetáculos para Crianças, Mostra Alternativa e de Rua.
Em 2012, o FENTEPP ocorrerá de 17 a 25 de Agosto, e estará em sua décima nona edição.